# أندرو مكارثي (لاعب كرة قدم)
أندرو مكارثي (بالإنجليزية: Andrew McCarthy)‏ هو لاعب كرة قدم بريطاني في مركز الوسط، ولد في 20 أكتوبر 1998 في اسكتلندا في المملكة المتحدة. لعب مع نادي بارتيك ثيسل.

## وصلات خارجية
- أندرو مكارثي (لاعب كرة قدم) على موقع قاعدة بيانات كرة القدم.إي يو (الإنجليزية)
- أندرو مكارثي (لاعب كرة قدم) على موقع Soccerway.com (الإنجليزية)